# Petar Stambolić
Petar Stambolić (cyr. Петар Стамболић; ur. 12 lipca 1912 w Brezovie, zm. 21 września 2007 w Belgradzie) – polityk serbski i jugosłowiański, premier, Przewodniczący Prezydium Jugosławii.
Od 1944 był członkiem KC Komunistycznej Partii Jugosławii. Od września 1948 do grudnia 1953 był premierem, a następnie – do kwietnia 1957 – przewodniczącym Skupsztiny Serbii (prezydentem Serbii), a następnie był przewodniczącym Skupsztiny Jugosławii. Od czerwca 1963 do maja 1967 był premierem Jugosławii. W latach 1974–1975 i 1981-1982 był wiceprezydentem, a od 15 maja 1982 do 15 maja 1983 był przewodniczącym prezydium Jugosławii.